# Semicossyphus
Semicossyphus là một chi cá biển thuộc họ Cá bàng chài. Các loài trong chi này có phạm vi phân bố tập trung ở Thái Bình Dương.

## Từ nguyên
Tiền tố semi trong từ định danh của chi theo tiếng Latinh có nghĩa là "một nửa", ở đây hàm ý đề cập đến sự tương đồng của chi này với chi Cossyphus, một chi cũ trong họ Cá bàng chài mà loài điển hình S. reticulatus được xếp vào trước đó.
Bản thân tên chi Cossyphus Valenciennes, 1838 cũng không hợp lệ vì tên này đã được đặt cho một chi bọ cánh cứng bởi Olivier, 1791.

## Mô tả chung
Những loài Semicossyphus đều có đặc điểm là có cằm to, và một bướu lớn nhô lên ở đầu đối với cá đực trưởng thành. Đây là một trong những chi cá bàng chài có kích thước lớn. Chiều dài cơ thể của các loài Semicossyphus được ghi nhận trong khoảng từ 70 đến 100 cm.

## Các loài
Có 3 loài được công nhận là hợp lệ trong chi này, bao gồm:
- Semicossyphus darwini (Jenyns, 1842)
- Semicossyphus pulcher (Ayres, 1854)
- Semicossyphus reticulatus (Valenciennes, 1839)